# Roberto Carniello
Roberto Carniello (* 3. Dezember 1917 in Villafranca Padovana; † 26. Februar 2001) war römisch-katholischer Bischof von Volterra.

## Leben
Roberto Carniello empfing am 6. Juli 1941 die Priesterweihe.
Paul VI. ernannte ihn am 2. April 1967 zum Weihbischof in Concordia Sagittaria und Titularbischof von Martanae Tudertinorum. Der Bischof von Padua, Girolamo Bartolomeo Bortignon OFMCap, weihte ihn am 14. Mai desselben Jahres zum Bischof; Mitkonsekratoren waren Vittorio De Zanche, Bischof von Concordia Sagittaria, und Mario Zanchin, Bischof von Fidenza. 1970 ernannte der Papst ihn zum Weihbischof in Volterra und am 7. Oktober 1975 zum Bischof von Volterra. Von seinem Amt trat er am 5. März 1985 zurück.